# Крутий Овраг
Крути́й Овра́г (рос. Крутой Овраг, марій. Имэҥер) — присілок у складі Медведевського району Марій Ел, Росія. Входить до складу Руемського сільського поселення.

## Населення
Населення — 276 осіб (2010; 246 у 2002).
Національний склад (станом на 2002 рік):
- лучні марійці — 67 %
- росіяни — 27 %